# Кантакузен, Михаил Александрович
Князь Михаил Александрович Кантакузен (1840 — 1891) — русский военачальник, генерал-лейтенант.

## Биография
Происходил из румынского боярского и русского княжеского рода Кантакузенов.
В службу вступил 9 сентября 1855 года юнкером рядового звания в Николаевское инженерное училище. Выпущен прапорщиком 16 июня 1859 года. Закончил Николаевскую инженерную академию. Подпоручик с 14 сентября 1860 года. Поручик с 1 июня 1863 года. Штабс-капитан с 29 августа 1867 года. Закончил Николаевскую академию Генерального штаба. C 30 октября 1868 года капитан. Командовал батальоном один месяц.
С 10 марта 1870 года заведующий передвижением войск в Одесском военном округе. С 27 апреля того же года подполковник. 8 апреля 1873 года произведён в полковники. С 10 февраля 1874 года состоял для особых поручений при командующем войсками Варшавского военного округа.
С 7 ноября 1876 года исполняющий должность генерала для особых поручений при начальнике военных сообщений действующей армии. 
Участник Русско-турецкой войны 1877—1878 годов. С 16 августа 1877 года состоял в распоряжении Главнокомандующего действующей армией великого князя Николая Николаевича Старшего. Помощник (заместитель) начальника штаба действующей армии с 18 июня 1878 года.
С 4 января 1880 года состоял в прикомандировании к Главному штабу. С 27 мая по 27 июля 1882 года помощник начальника штаба Варшавского военного округа. С 27 июля 1882 года начальник штаба Отдельного корпуса жандармов. 15 мая 1883 года произведён в генерал-майоры.
После войны перешёл на военную службу автономного княжества Болгарии.
В 1884—1885 годах исполнял обязанности военного министра Болгарии, создал пехотные полки. Вместе с другими русскими офицерами отозван в 1885 году, до сербско-болгарской войны.